# Thad Weber
Pour les articles homonymes, voir Weber.
Thad Weber (né le 28 septembre 1984 à Lincoln, Nebraska, États-Unis) est un lanceur droitier de baseball.
Il évolue dans la Ligue majeure de baseball en 2012 et 2013.

## Carrière
Athlète évoluant à l'Université du Nebraska–Lincoln, Thad Weber est drafté au 35e tour de sélection par les Reds de Cincinnati en 2007 mais ne signe pas avec l'équipe. Il accepte plutôt un contrat des Tigers de Détroit, qui le sélectionnent au 16e tour en 2008.
Weber, un lanceur partant dans les ligues mineures, fait ses débuts dans le baseball majeur par une présence comme lanceur de relève le 22 avril 2012 mais il encaisse à cette première sortie une défaite face aux Rangers du Texas. Après deux apparitions au monticule et quatre manches lancées pour les Tigers, il est réclamé au ballottage par les Padres de San Diego le 23 août 2012.